# Tunnel van La Bête Refaite
De Tunnel van La Bête Refaite is een scheepvaarttunnel op het eerste tracé van het Kanaal Charleroi-Brussel bij Godarville, een dorp in de Belgische gemeente Chapelle-lez-Herlaimont. De tunnel heeft een lengte van 1267 meter.

## Geschiedenis
Voor de aanleg van het Kanaal Charleroi-Brussel werden tussen Ronquières en Seneffe 30 sluizen aangelegd om het enorme hoogteverschil te overbruggen. De heuvelkam tussen Seneffe en Godarville was nog een bijkomend te overwinnen hoogte van 15 meter over een afstand van 3 kilometer. Hiervoor zouden nog 14 bijkomende sluizen nodig geweest zijn. Bovendien verliest een sluis steeds water naar het stroomafwaarts gelegen kanaalgedeelte, en was er op de betreffende kam van het plateau van Henegouwen een watertekort. De enige oplossing lag in de aanleg van een scheepvaarttunnel.
Als locatie werd het gehucht La Bête Refaite gekozen. Het lag ook aan de weg tussen Nijvel en Courcelles en er was een afspanning waar de paarden (les bêtes) van de paardenkoetsen tot rust konden komen (refaire) op het hoogste punt van het traject na de beklimming en voor de afdaling. Ook de reizigers namen hier een pauze.
De grondwerken voor de scheepvaarttunnel startten in april 1827, de eerste steen van de tunnel werd gelegd op 1 augustus 1827. De onstabiele ondergrond zorgde ervoor dat gezocht moest worden naar nieuwe constructiemethodes. Uiteindelijk verloor men 4 jaar vooraleer een succesvolle constructiemethode werd bedacht. De uiteindelijke constructie bestaat uit een gemetselde tunnel met vijf lagen bakstenen. Op 22 september 1832 werd de tunnel afgewerkt en kon het kanaal geopend worden.
Voor de voorziene bootbreedte van 2,65 meter werd een kanaalbreedte van 3 meter voorzien met een smal jaagpad van een bijkomende 20 centimeter. Het pad bleek te smal, en de tunnel te donker om de schepen met paarden te trekken, dus zouden de schepen met mankracht door de tunnel heen getrokken moeten worden.
Na de aanpassing van het kanaal tot 300 ton kon de bestaande tunnel niet verbreed noch verdiept worden maar bleef de oude tunnel wel dienstdoen tijdens de graafwerkzaamheden van een nieuwe tunnel. De nieuwe Tunnel van Godarville werd in 1885 zo'n 400 meter noordelijker gegraven. Het was pas bij de aanleg in 1948 van het nogmaals verbrede kanaal dat door het nieuwe tracé de oudste tunnel grotendeels moest wijken.
Een klein stukje ten zuiden van het nieuwe tracé van het kanaal is bewaard gebleven maar is niet toegankelijk voor het publiek. In die tunnel is een reservaat voor vleermuizen ingericht.

## Afmetingen
- lengte: 1267 m
- breedte: 3 m
- max. schipbreedte: 2,65 m
- max. diepgang: 1,8 m

## Fotogalerij

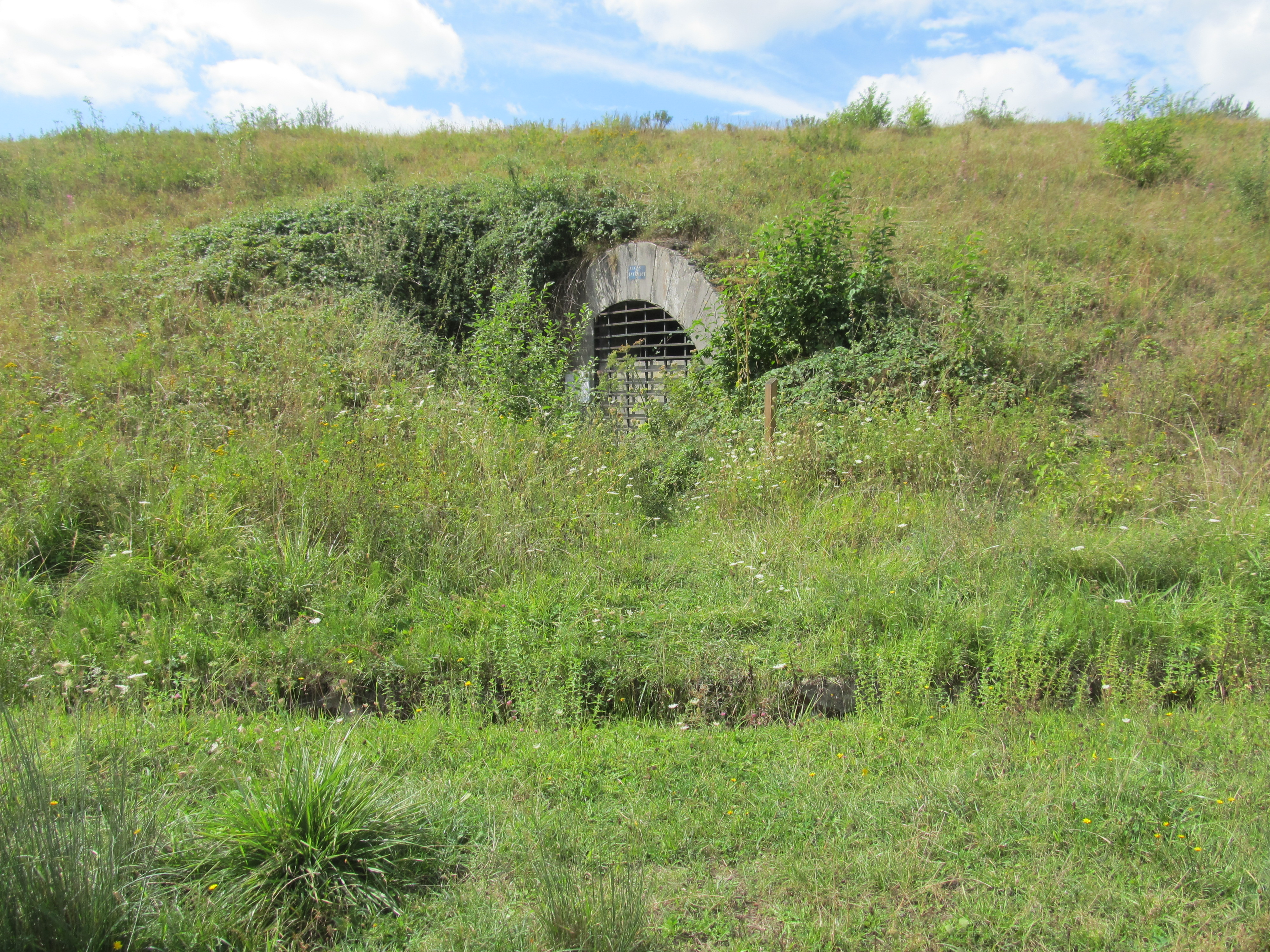
Het zuidelijke tunnelportaal
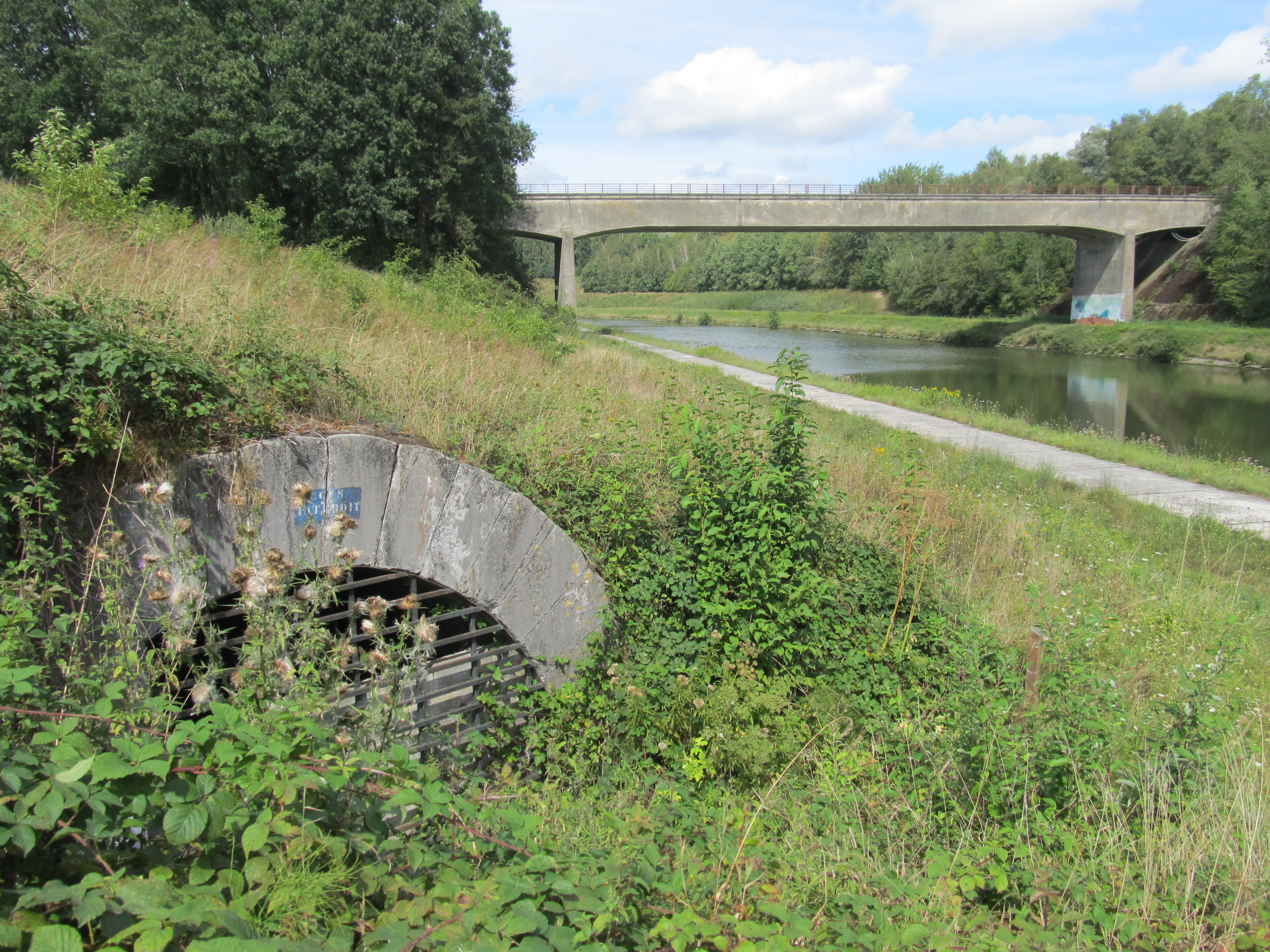
Het tunnelportaal nabij het kanaal Charleroi-Brussel
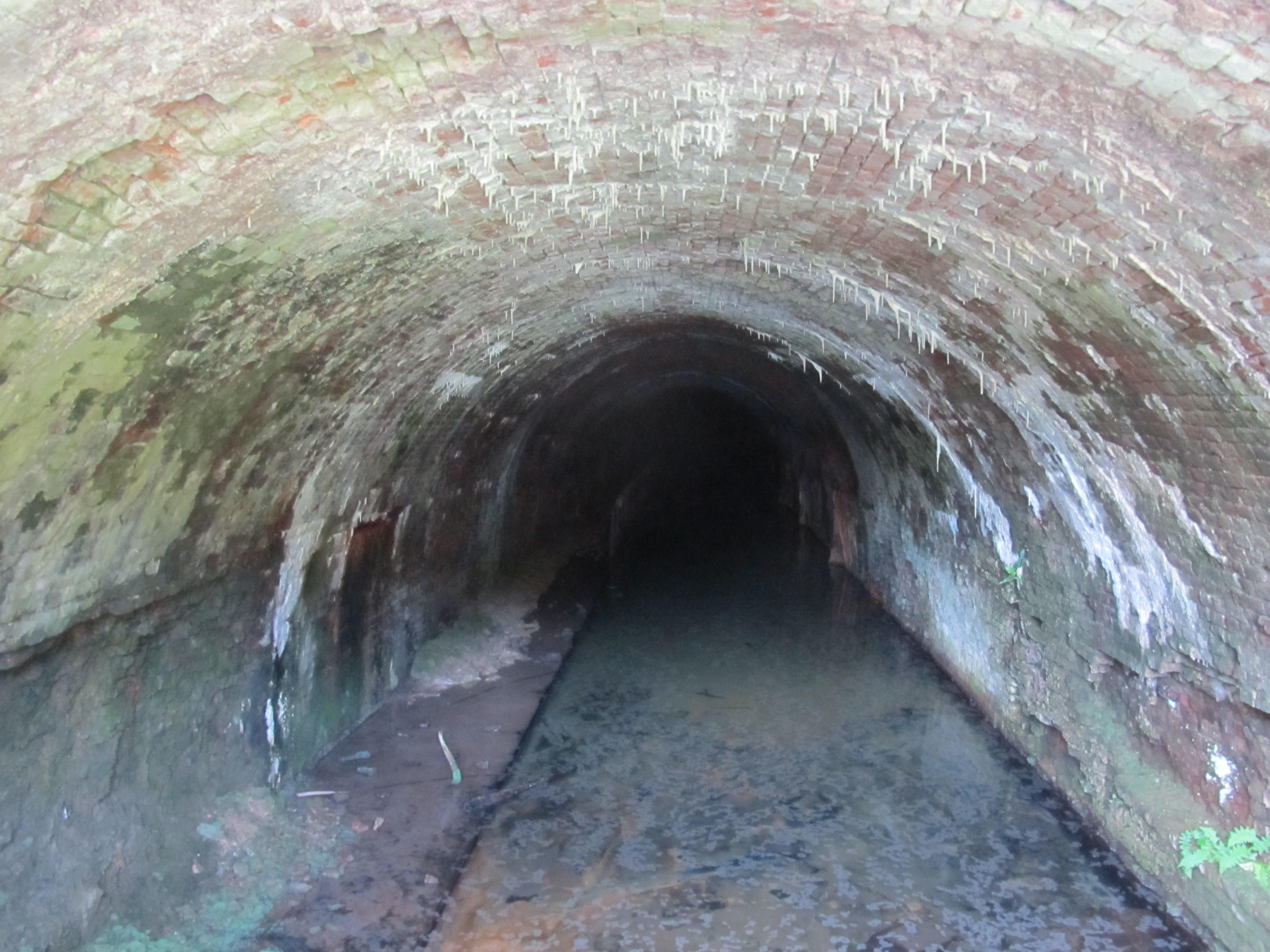
Binnen in de tunnel